# خورخي ثيربانتس
خورخي ثيربانتس (بالإنجليزية: Jorge Cervantes)‏ هو  أمريكي، ولد في 24 ديسمبر 1968.